# Bicellaria femorata
Bicellaria femorata är en tvåvingeart som beskrevs av Collin 1960. Bicellaria femorata ingår i släktet Bicellaria och familjen puckeldansflugor. Inga underarter finns listade i Catalogue of Life.